# PC133

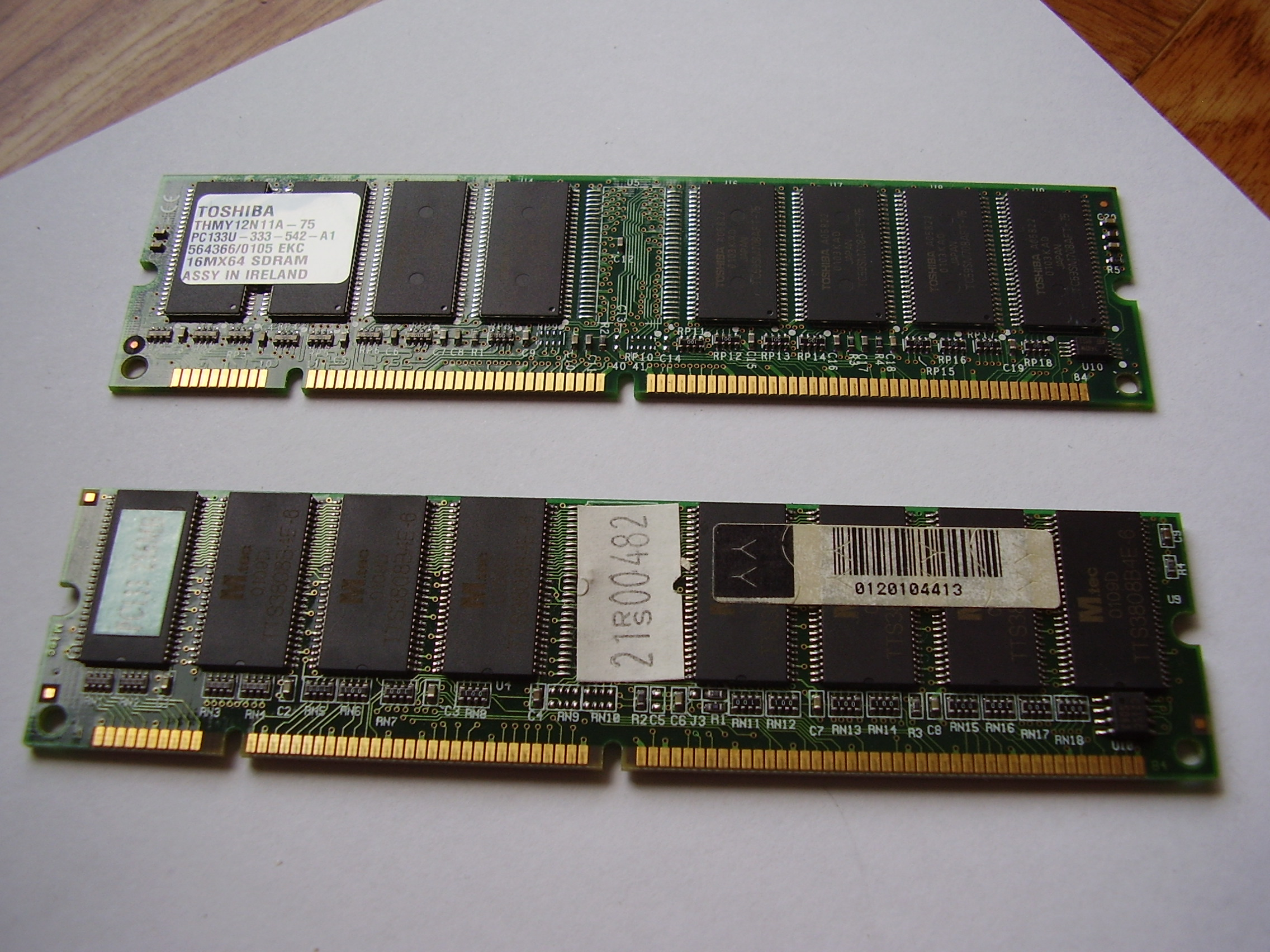
Dos módulos DIMM SDR SDRAM PC133).

PC133 es un estándar de memoria de ordenador definido por el JEDEC. PC133 se refiere a SDRAM operando en una frecuencia de reloj de 133 MHz, en un bus de 64 bits de ancho, a un voltaje de 3.3 Voltios PC133 está disponible en los formatos DIMM de 168 pines y SO-DIMM de 144 pines. PC133 era el estándar más rápido y final para SDRAM nunca aprobado por el JEDEC, y entrega un ancho de banda de 1066 MB por segundo ([133.33 MHz * 64/8]=1066 MB/s). PC133 es retrocompatible con PC100 y PC66.